# Balalajkaorkestern Kazbek
Balalajkaorkestern Kazbek är en svensk balalajkaorkester med ett tiotal orkestermedlemmar, baserad i Stockholm.

## Historia
Kazbek grundades 1975 av Bertil Runefelt och Folkdansgillet Kedjan efter en resa till Moskva. Orkestern, som var en del av Kedjan fram till 1987, har hämtat många av sina musikaliska intryck från emigrantryssarnas musik i 1930- och 40-talens Stockholm. Sedan dess har repertoaren utökats med annan östeuropeisk musik och arrangerad rysk folkmusik. 

## Större konserter och turnéer
Kazbek deltog under 1990-talet i ett flertal balalajkafestivaler i Ryssland och kryssat på Volga med balalajkaorkestrar från hela världen. Orkestern har besökt många länder i Europa och även varit i USA. I januari 2002 inbjöd orkestern till en stor festival i Berwaldhallen där 180 musiker från olika länder deltog. I maj 2004 arrangerades, på Gamla Musikaliska Akademien vid Nybrokajen 11 i Stockholm, den Andra internationella balalajkafestivalen med hundratalet deltagare från Norden och Ryssland. Sommaren 2005 gjorde orkestern en turné på norra Gotland, och sommaren 2006 arrangerade orkestern den Tredje internationella balalajkafestivalen, denna gång i Hälsingland. Under 2007 genomfördes en turné med konserter i flera orter i trakten kring Bollnäs och i maj månad gästades Köpenhamn för deltagande i Nordisk Balalajkafestival. År 2011 var orkestern värd för BDAA Convention, en festival med deltagare från Europa och USA.

## Instrument
Balalajkaorkestern Kazbek använder sig av musikinstrument som: balalajka, domra, zjalejka, tvärflöjt, blockflöjt , bajan, gusli, tresjtjotka, ryska träskedar, tamburin, bjällror, triangel, cymbaler, rubél' (tvättbräda) och klangspel.

## Nuvarande och tidigare deltagare
- Primbalalajka: Marianne Ehnvall, Barbro Ehrenberg-Sundin, Holger Garthaus, Ingar Gezelius, Eva Lundberg, Kerstin Sartz, Johan Svensson
- Sekundbalalajka: Mary Thelander
- Altbalalajka: Sten Lundqvist, Tomas Ohlin
- Basbalalajka: Olle Larsson, Inga Nyman Ambrosiani
- Kontrabasbalalajka: Per Demérus
- Primdomra: Tatiana Borovikova, Kerstin Bälte, Linda Kumblad, Natalia Leliouk, Bertil Runefelt, Eva-Christina Söderman
- Altdomra: Per Ambrosiani, Anne-Marie Larsson, Anna Westman
- Dragspel, bajan: Maina Gummesson, Håkan Sundin
- Slagverk: Victoria Jonsson, Tomas Ohlin
- Blåsinstrument: Anna Westman, Per Ambrosiani

## Diskografi
- Festen i byn (1988)
- Den röda sarafanen (2004)
- Kazbek (2011)